# Gambel-fogasfürj
A Gambel-fogasfürj (Callipepla gambelii) a madarak osztályának tyúkalakúak (Galliformes) rendjébe és a fogasfürjfélék (Odontophoridae) családjába tartozó faj. 
Nevét William Gambel 19. századi amerika természettudósról és felfedezőről kapta.

## Előfordulása
Az Amerikai Egyesült Államok  és Mexikó nyílt erdőségeinek és bokrosainak madara.

## Alfajai
- Callipepla gambelii fulvipectus Nelson, 1899
- Callipepla gambelii gambelii (Gambel, 1843)

## Megjelenése
Testhossza 30 cm. Feje tetején mind a két nemre jellemző előrenyúló bóbita található. A hím színesebb, mint a tojó.
|  |  |

## Életmódja
A földön keresi növényi részekből, magokból, rovarokból és lárvákból álló táplálékát.

## Szaporodása
Aljnövényzetben lévő talajmélyedésbe rakja növényi anyagokból épített fészkét. Fészekalja 10-15 tojásból áll, melyen 21-24 napig költ.